# جورج دیگز
جورج دیگز (انگلیسی: George Diggs؛ زادهٔ ۱۹۵۲) دانشمند در زمینه سازگان‌شناسی اهل ایالات متحده آمریکا است.